# Cichla
Genre
Cichla est un genre de poissons sud-américains de la famille des Cichlidae.

## Liste des espèces
- Cichla intermedia  Machado-Allison, 1971
- Cichla kelberi  Kullander & Ferreira, 2006
- Cichla jariina  Kullander & Ferreira, 2006
- Cichla melaniae  Kullander & Ferreira, 2006
- Cichla mirianae  Kullander & Ferreira, 2006
- Cichla monoculus  Spix & Agassiz, 1831
- Cichla nigromaculata  Jardine & Schomburgk, 1843
- Cichla ocellaris  Schneider, 1801
- Cichla orinocensis  Humboldt, 1821
- Cichla pinima  Kullander & Ferreira, 2006
- Cichla piquiti  Kullander & Ferreira, 2006
- Cichla pleiozona  Kullander & Ferreira, 2006
- Cichla temensis  Humboldt, 1821
- Cichla thyrorus  Kullander & Ferreira, 2006
- Cichla vazzoleri  Kullander & Ferreira, 2006

## Référence
- Kullander, Sven O. & Efrem J. G. Ferreira. 2006. "A review of the South American cichlid genus Cichla, with descriptions of nine new species (Teleostei: Cichlidae)". Ichthyological Explorations of Freshwaters; v. 17; n. 4; pp. 289-398.